# 何方济
何方济（Bishop Franz Hoowaarts, S.V.D.  Bishop Francesco Hoowaarts, S.V.D. 1878年7月19日—1954年3月24日），天主教曹州教区主教（1934年11月12日-1954年3月24日），德国圣言会会士。
1878年7月19日，何方济出生在德国博特罗普。1893年（14岁）入圣言会。1905年2月24日，26岁晋升神甫。赴中國传教。1934年11月12日（56岁）由教廷任命为天主教曹州府代牧区首任宗座代牧，领Ucres 主教衔 。1935年2月24日年由主教，由兖州韩宁镐主教、青岛維昌祿主教、河南信阳史赫曼主教祝圣 。1946年4月11日，罗马教廷建立中国圣统制，何方济任曹州教区主教。
1948年，共产党军队占领山东大部分土地，何方济主教将教区委托高天达神父署理，离开中国返回欧洲。1954年3月24日，何方济主教去世，年75岁。